# Бабіта Кумарі
Бабіта Кумарі (англ. Babita Kumari; нар. 20 листопада 1989) — індійська борчиня вільного стилю, бронзова призерка чемпіонату світу, бронзова призерка чемпіонату Азії, дворазова чемпіонка Співдружності, чемпіонка та дворазова срібна призерка Ігор Співдружності, учасниця Олімпійських ігор.

## Біографія
Боротьбою почала займатися з 2000 року. Через те, що в її місцевості не вистачало дівчат, які б займалися єдиноборствами, де домінували чоловіки, Бабіта разом із батьком і старшою сестрою Гітою їздила до сусідніх ахар (грязьових ям) і боролася переважно з хлопцями.
Була срібною призеркою чемпіонату світу 2007 року серед юніорів і чемпіонкою Азії 2006 року серед кадетів. Бронзова призерка чемпіонату світу 2012 року у ваговій категорії до 51 кг. Виступає за борцівський клуб міста Бхівані (штат Хар'яна).
У 2015 році за спортивні досягнення була нагороджена премією «Арджуна».

### Родина
Бабіта — молодша сестра індійської борчині Гіти Фогат (нар. 1988), яка на чемпіонаті світу 2012 року теж виборола бронзову нагороду у ваговій категорії до 55 кг. Молодша сестра Ріту Фогат (нар. 1994) — бронзова призерка чемпіонату Азії, дворазова чемпіонка Співдружності. Наймолодша із її сестер — Сангіта Фогат (нар. 1998), бронзова призерка чемпіонату Азії, срібна призерка чемпіонату Співдружності. Двоюрідна сестра Вінеш Фогат (нар. 1994) — багаторазова призерка Азії, бронзова призерка Азійських ігор. Ще одна двоюрідна сестра Пріянка Фогат (нар. 1993) — срібна призерка чемпіонату Азії. Після смерті батька Вінеш і Пріянки, його брат Махавір Сінгх Фогат, батько Ріту, Гіти, Бабіти і Сангіти виховав племінниць разом зі своїми доньками. Він же є тренером всіх шістьох дівчат. Згодом батько став тренером олімпійської збірної Індії з боротьби. Мати Дая Каур — домогосподарка.
1 грудня 2019 року вийшла заміж за борця Вівека Сухага. 11 грудня 2020 року в подружжя народився первісток.

### В популярній культурі
Історія сестер Фогат — Гіти і Бабіти — була увічнена в боллівудському фільмі «Боротьба» (гінді दंगल, англ. Dangal), де суперзірка Аамір Хан зіграв роль їхнього батька Махавіра Сінгха Фогата.

## Спортивні результати на міжнародних змаганнях

### Виступи на Олімпіадах
| Змагання                    | Збірна | Вагова категорія          | Місце |
| --------------------------- | ------ | ------------------------- | ----- |
| Літні Олімпійські ігри 2016 | Індія  | жіноча боротьба, до 53 кг | 13    |

### Виступи на Чемпіонатах світу
| Змагання                        | Збірна | Вагова категорія          | Місце  |
| ------------------------------- | ------ | ------------------------- | ------ |
| Чемпіонат світу з боротьби 2007 | Індія  | жіноча боротьба, до 51 кг | 9      |
| Чемпіонат світу з боротьби 2009 | Індія  | жіноча боротьба, до 51 кг | 8      |
| Чемпіонат світу з боротьби 2010 | Індія  | жіноча боротьба, до 51 кг | 13     |
| Чемпіонат світу з боротьби 2011 | Індія  | жіноча боротьба, до 48 кг | 23     |
| Чемпіонат світу з боротьби 2012 | Індія  | жіноча боротьба, до 51 кг | Бронза |
| Чемпіонат світу з боротьби 2015 | Індія  | жіноча боротьба, до 53 кг | 7      |

### Виступи на Чемпіонатах Азії
| Змагання                       | Збірна | Вагова категорія          | Місце  |
| ------------------------------ | ------ | ------------------------- | ------ |
| Чемпіонат Азії з боротьби 2010 | Індія  | жіноча боротьба, до 51 кг | 5      |
| Чемпіонат Азії з боротьби 2013 | Індія  | жіноча боротьба, до 55 кг | Бронза |
| Чемпіонат Азії з боротьби 2015 | Індія  | жіноча боротьба, до 53 кг | 5      |
| Чемпіонат Азії з боротьби 2018 | Індія  | жіноча боротьба, до 53 кг | 9      |

### Виступи на Азійських іграх
| Змагання           | Збірна | Вагова категорія          | Місце |
| ------------------ | ------ | ------------------------- | ----- |
| Азійські ігри 2014 | Індія  | жіноча боротьба, до 55 кг | 5     |

### Виступи на Кубках світу
| Змагання                    | Збірна | Вагова категорія          | Місце |
| --------------------------- | ------ | ------------------------- | ----- |
| Кубок світу з боротьби 2013 | Індія  | жіноча боротьба, до 55 кг | 4     |

### Виступи на Чемпіонатах Співдружності
| Змагання                                | Збірна | Вагова категорія          | Місце  |
| --------------------------------------- | ------ | ------------------------- | ------ |
| Чемпіонат Співдружності з боротьби 2009 | Індія  | жіноча боротьба, до 51 кг | Золото |
| Чемпіонат Співдружності з боротьби 2011 | Індія  | жіноча боротьба, до 48 кг | Золото |

### Виступи на Іграх Співдружності
| Змагання                | Збірна | Вагова категорія          | Місце  |
| ----------------------- | ------ | ------------------------- | ------ |
| Ігри Співдружності 2010 | Індія  | жіноча боротьба, до 51 кг | Срібло |
| Ігри Співдружності 2014 | Індія  | жіноча боротьба, до 55 кг | Золото |
| Ігри Співдружності 2018 | Індія  | жіноча боротьба, до 53 кг | Срібло |

### Виступи на інших змаганнях
| Змагання                                                         | Збірна | Вагова категорія          | Місце  |
| ---------------------------------------------------------------- | ------ | ------------------------- | ------ |
| Міжнародний меморіал Дейва Шульца 2010                           | Індія  | жіноча боротьба, до 55 кг | 6      |
| Міжнародний меморіал Дейва Шульца 2012                           | Індія  | жіноча боротьба, до 51 кг | Бронза |
| Олімпійський кваліфікаційний турнір з боротьби 2012 (Тайюань)    | Індія  | жіноча боротьба, до 48 кг | 5      |
| Міжнародний меморіал Дейва Шульца 2014                           | Індія  | жіноча боротьба, до 55 кг | Срібло |
| Турнір міста Сассарі з боротьби 2014                             | Індія  | жіноча боротьба, до 53 кг | 5      |
| Pro Wrestling League 2015                                        | Індія  | команда                   | 6      |
| Олімпійський кваліфікаційний турнір з боротьби 2016 (Астана)     | Індія  | жіноча боротьба, до 53 кг | Бронза |
| Олімпійський кваліфікаційний турнір з боротьби 2016 (Улан-Батор) | Індія  | жіноча боротьба, до 53 кг | 11     |
| Pro Wrestling League 2017                                        | Індія  | команда                   | 6      |

### Виступи на змаганнях молодших вікових груп
| Змагання                                      | Збірна | Вагова категорія          | Місце  |
| --------------------------------------------- | ------ | ------------------------- | ------ |
| Чемпіонат Азії з боротьби серед кадетів 2005  | Індія  | жіноча боротьба, до 43 кг | Срібло |
| Чемпіонат Азії з боротьби серед кадетів 2006  | Індія  | жіноча боротьба, до 49 кг | Золото |
| Чемпіонат світу з боротьби серед юніорів 2007 | Індія  | жіноча боротьба, до 51 кг | Срібло |
| Чемпіонат світу з боротьби серед юніорів 2007 | Індія  | жіноча боротьба, до 67 кг | 11     |